# Eimyria
Eimyria (»Glutasche«) und ihre Schwester Eysa sind in der nordischen Mythologie die beiden Töchter des Feuerriesen Logi. Gemäß der Preisung Thors war ihre Mutter Glöd (»Glut«). Beide Schwestern wurden von den verbannten Jarlen, Besetil und Bisil auf ein fernes Eiland entführt.